# Not Fragile
Not Fragile er den canadiske rockgruppe Bachman-Turner Overdrives tredje studiealbum, udsendt i august 1974. Albummet består af iørefaldende rock-musik. På albummet findes gruppens største hit, "You Ain't Seen Nothing Yet".
Guitaristen Tim Bachman havde forud for indspilningen af albummet forladt bandet og var blevet erstattet af Blair Thornton.